# Dorothea Grantsaan
Dorothea Carmalita Indira Alberts (meisjesnaam Grantsaan, voorheen Mauricius) is een personage uit de Nederlandse soapserie Goede tijden, slechte tijden.
Dorothea komt bij Laura's datingbureau wanneer ze op zoek is naar een man. Ze ziet meteen al iets in Jef Alberts maar dat is niet wederzijds. Na verloop van tijd begint Jef toch wat in Dorothea te zien en uiteindelijk trouwen ze. Dorothea heeft soms visioenen, maar niet iedereen neemt dit altijd serieus.

## Lovetree
Omdat Dorothea dacht dat haar zoon Bing dood zou gaan vanwege een messensteek en haar man Jef schijnbaar gevoelens had voor Barbara is ze een tijdje in Duitsland geweest waar ze kon nadenken en tot rust kon komen. Later keerde Dorothea weer terug naar Meerdijk. Het bleek later dat ze in Duitsland heeft gelogeerd bij een groepering, genaamd Lovetree, die door Laura Selmhorst werd beschouwd als een sekte. Lovetree wilde dat Dorothea in Nederland een steunpunt gaat opzetten en ze ging daarom haar vrienden en familie ook proberen warm te maken voor de opvattingen van deze beweging. Niet veel later stapte Dorothea uit Lovetree.

## GTST ontslaat Chris
Op donderdag 17 juli 2008 maakte Chris in het AT5-programma De Zwoele Stad bekend dat ze aan het begin van seizoen 19 de soap noodgedwongen gaat verlaten. De makers van GTST willen de soap opnieuw verjongen en Comvalius is te oud voor de soap geworden. 
Op maandag 8 december 2008 verongelukte Dorothea in een gele Citroën Xsara, naast haar zat René Meijer, vermomd als Zwarte Piet. Toen de ambulance ter plaatse kwam bij het ongeval leefde ze nog, maar ze overleed onderweg naar het ziekenhuis.

## Familiebetrekkingen
- Carmalita Grantsaan (oma, overleden)
- Joyce Grantsaan (tante)

### Kinderen
- Bing Mauricius (zoon, met Stanley Mauricius)

### Kleinkinderen
- Manu Mauricius (kleinzoon)
- Max Mauricius (kleinzoon)